# Вторая сайентистская церковь Христа (Нью-Йорк, США)
Здание Второ́й сайенти́стской це́ркви Христа́ (англ. Second Church of Christ, Scientist) — храм Христианской науки, располагающийся в историческом районе Аппер-Уэст-Сайд напротив Центрального парка на Манхэттене.
В 2003 году приходы Первой и Второй церквей приняли решение объединиться, в результате чего название осталось от Первой церкви, а здание — от Второй. В настоящее время храм именуется Первой сайентистской церковью Христа в Нью-Йорке. Это название можно увидеть над главным входом со стороны Сентрал-Парк-Уэст, в то время как изначальное название осталось выбитым на краеугольном камне.

## История
Нью-йоркская сага Христианской науки началась в 1886 году, когда основательница этой религии Мэри Бейкер Эдди направила группу христианских учёных из Бостона в Нью-Йорк с наказом начать там миссию. Среди руководителей этого передового отряда были Августа Стетсон и Лора Лэтроп, основавшие в 1886 году Первую церковь. В 1991 году из-за разногласий, во многом возникавших благодаря скверному характеру и авторитарным замашкам Стетсон, Лэтроп приняла решение покинуть Первую церковь и основала Вторую. В новой конгрегации Лэтроп занимала должность Первого чтеца (в Первой церкви на этой позиции находилась Стетсон), а её сын Джон — Второго. Стетсон, не приняв этого демарша, впоследствии будет активно интриговать против конкурирующей церкви, вплоть до того, что попробует перекупить земельный участок на пересечении Сентрал-Парк-Уэст и 68 улицы на Манхэттене, выбранный Второй церковью под строительство храма.

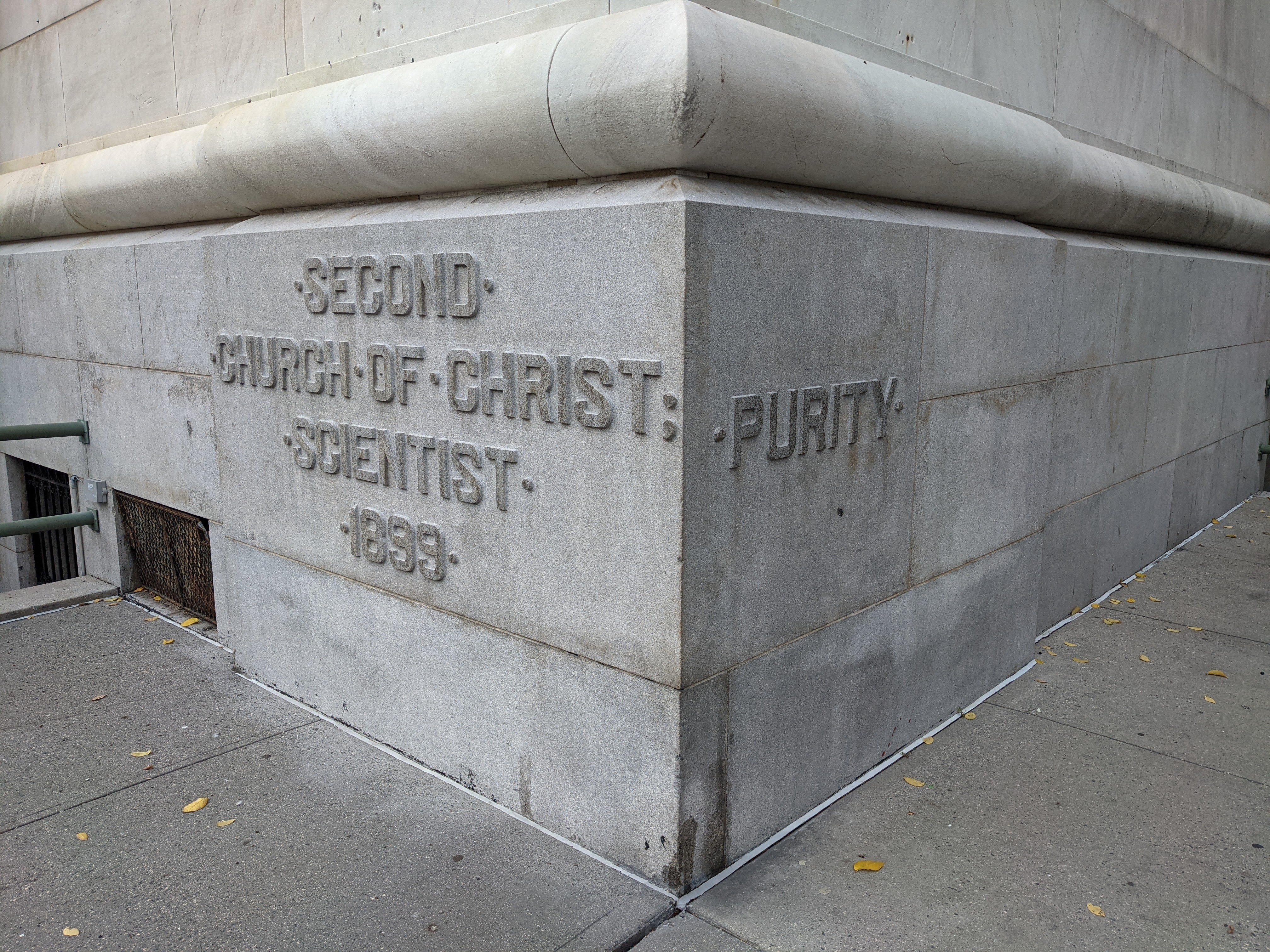
Краеугольный камень, на котором выбито изначальное название церкви, год закладки и слово purity — «чистота».

В 1898 году, отвоевав у Первой церкви своё право на этот участок, конгрегация Второй церкви под руководством Лэтроп наняла Фредерика Комстока для постройки храма из белого мрамора, который олицетворял бы описанный в Апокалипсисе «город, построенный четырёхугольником», чья длина равна ширине (Откр 21:16). Выбор Комстока был неслучаен: к тому моменту архитектор уже успел поработать над Материнской церковью Христианской науки в Бостоне, а также самостоятельно построить несколько церквей на Восточном побережье и Среднем Западе.
Начало строительных работ было сопровождено, по заявлению конгрегации, чудом: посредством молитвы была исправлена ошибка в выбитой на 10-тонном гранитном краеугольном камне надписи. Также в процессе работы было принято решение несколько увеличить размеры здания, что повлекло за собой и рост финансовых затрат. В итоге получился храм практически кубической формы, слегка вытянутый вдоль 68 улицы и обошедшийся в $550 тыс., что было рекордом для сайентистской церкви Христа на момент постройки.

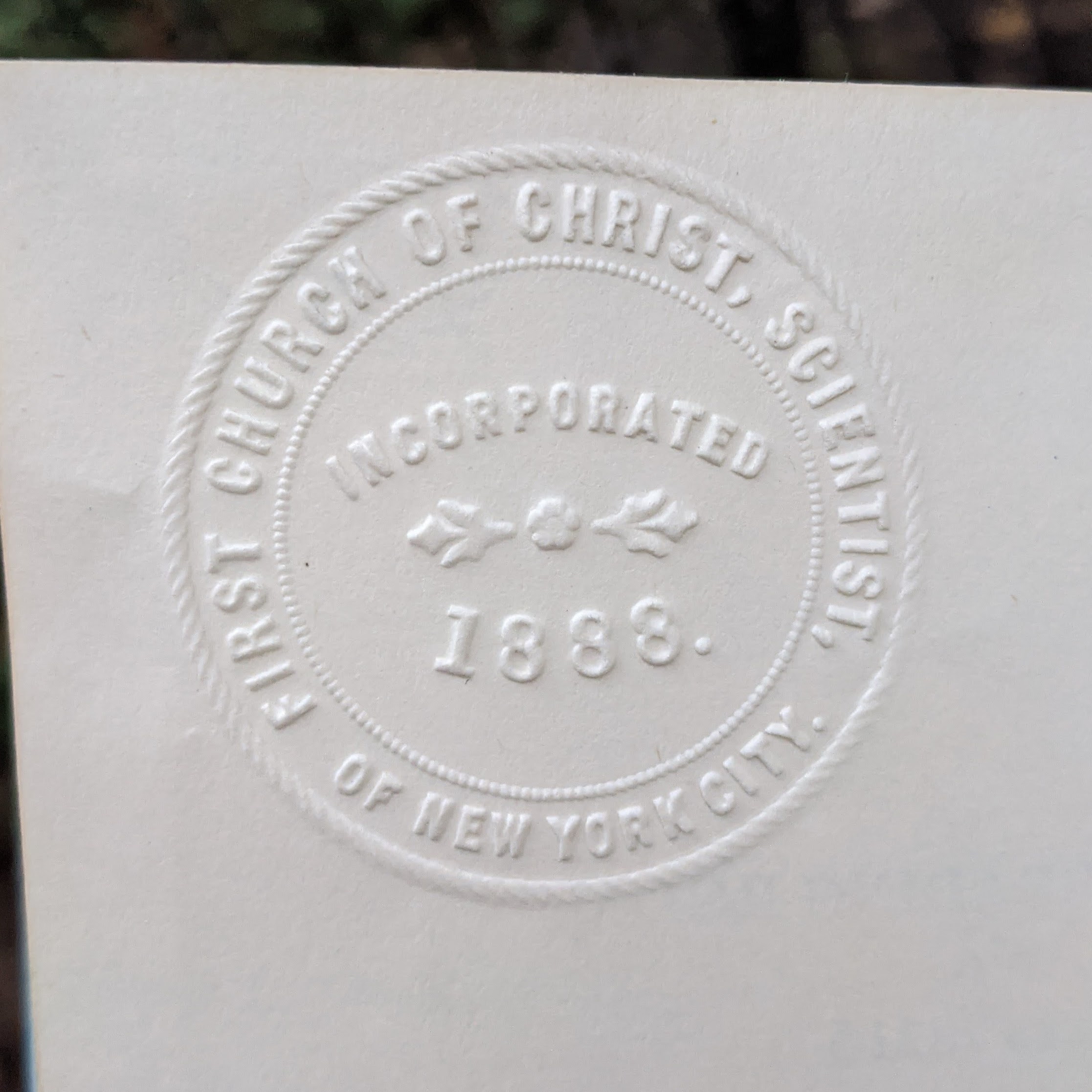
Печать изначальной Первой церкви, доставшаяся в наследство объединённой конгрегации.

Несмотря на то, что обе конгрегации были очень хорошо обеспечены (рубеж XIX—XX веков характеризовался бумом Христианской науки, привлекавшей женщин, прогрессивных горожан и тех, чьи недуги слабо поддавались средствам традиционной медицины), Вторая церковь была несколько более стеснена в своих средствах, чем Первая, из-за чего церемония освящения храма прошла лишь в 1911 году (то есть десять лет спустя после открытия), поскольку среди христианских учёных было не принято освящать церковь прежде, нежели будет полностью выплачены потраченные на её постройку деньги. На помощь конгрегации пришла Эдди: вторая по величине сумма в её завещании передавалась Второй церкви для покрытия долга за строительство, что и было осуществлено после смерти Эдди в 1910 году.
В 1909 году Августа Стетсон была отлучена от сайентистской церкви, а уже на следующий год обе конгрегации проведут совместную службу Дня благодарения — это станет первым шагом к нормализации отношений между двумя приходами. В 1911 году Джон Лэтроп станет Первым чтецом в Материнской церкви в Бостоне и переедет туда вместе с матерью, которая продолжит свою пастырскую деятельность и на новом месте. Скончается Лора Лэтроп в 1922 году.

## Архитектура

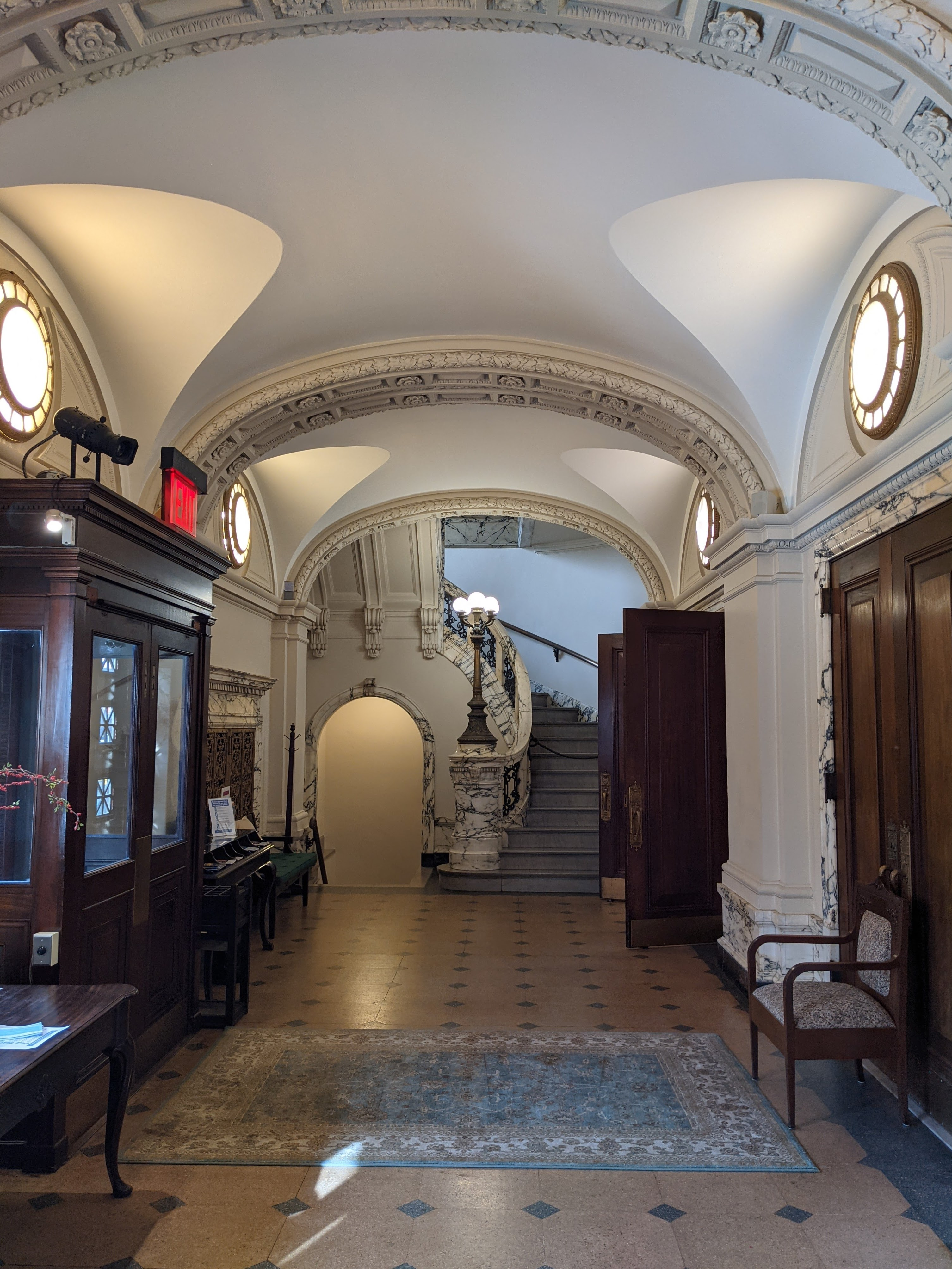
Фрагмент фойе. Справа виден выход на улицу, слева — вход в зал.

Храм получил самые лестные отзывы архитектурных критиков и прессы. Так, газета New York World писала, что «со времён античности немногие образцы религиозной архитектуры превзошли» здание Второй церкви. Иные отмечали изумительное сочетание материалов, отделки и утончённого вкуса как выражение внутреннего мира и гармонии.
Здание Второй церкви можно отнести к стилям бозар (фр. beaux-arts — «изящные искусства») или неоклассицизм: здесь присутствует строгая симметрия (к которой тяготеет и сама параллелепипедная форма здания), большой ордер, а в оформлении используются французские элементы и помпезные дополнения (например, картуши).
Внешне здание со всех сторон облицовано белым дуврским мрамором за исключением нижнего пояса, идущего по всему периметру от земли до верха парадных ступеней: он сложен из конкордского гранита, привезённого из родного для Эдди штата Нью-Гэмпшир. В этом же поясе располагается и краеугольный камень, что продолжает нарождавшуюся в те времена традицию заказывать их из Конкорда как дань уважения основательнице Христианской науки. Церковь венчается медным куполом, за сотню лет успевшим покрыться зелёной патиной.
Главный зал храма представляет собой куб с двумя ярусами для размещения прихожан. Пол первого яруса имеет небольшой уклон в направлении амвона: таким образом задние скамьи располагаются выше, чем первые ряды. Несмотря на квадратный план помещения, лавки расположены амфитеатром, что в сочетании с понижением пола и классическими формами здания оставляет ощущение древнегреческого театра. Скамьи покрывают практически всю площадь первого уровня, в то время как второй представляет собой широкие балконы, расположенные по трём сторонам (над входом и по бокам). В изначальном проекте боковых балконов не было: они были добавлены позднее для увеличения вместимости храма.
За балконами во всех трёх стенах установлены большие витражные окна, скруглённые в верхней части. Орган смонтирован на оставшейся свободной стене, противолежащей входу в зал. Под ним расположен амвон со сдвоенной кафедрой на нём и двумя креслами для чтецов. Между парадными ступенями и главным залом располагается фойе, с обеих сторон которого находятся винтовые лестницы, ведущие на второй ярус и цокольный этаж, где расположена читальня, бывшие комнаты практиционеров, воскресная школа и прочие помещения. В читальню также можно попасть через вход на 68 улице, а естественный свет проникает туда через утопленные палисадники.

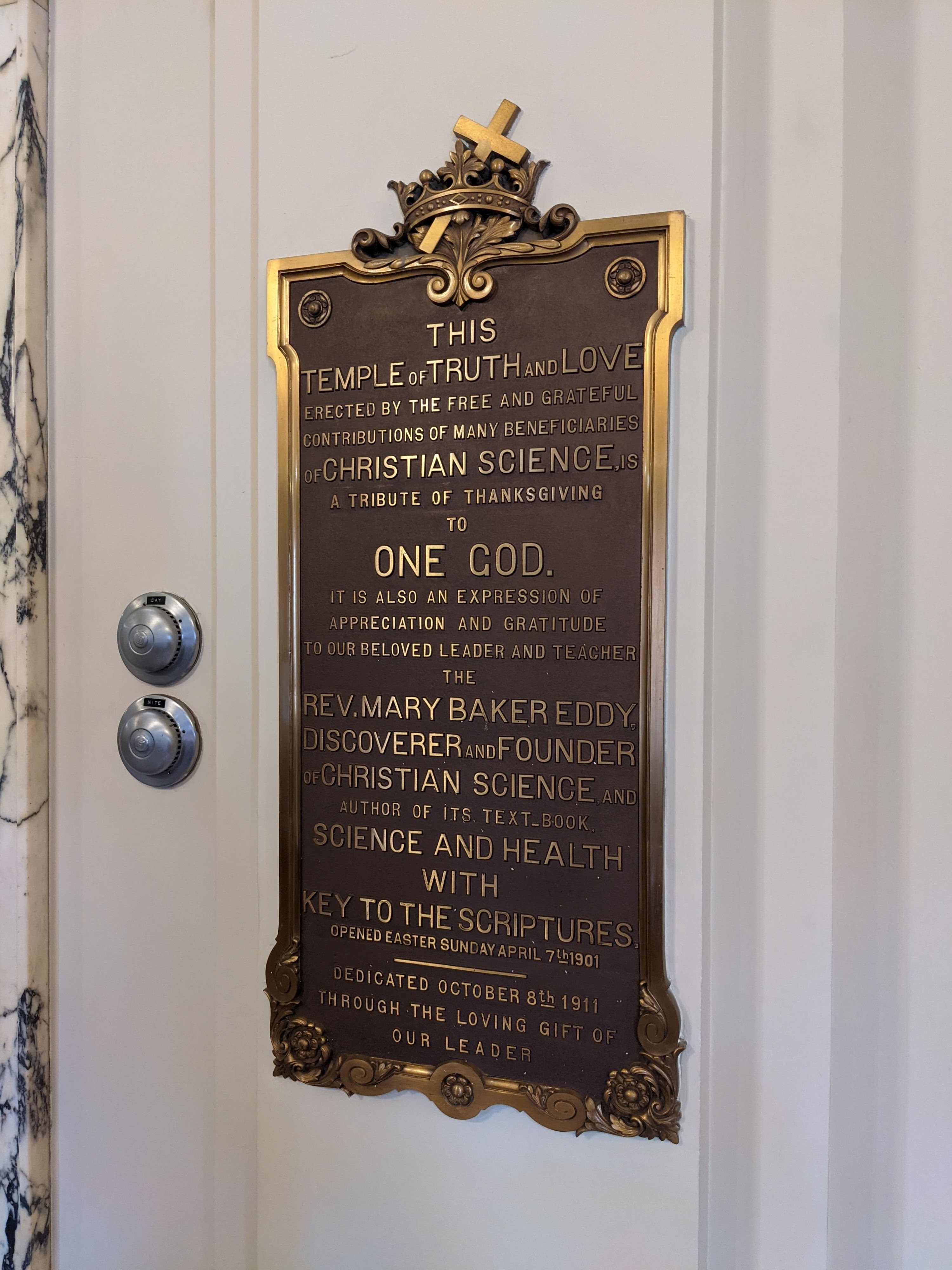
Таблица увенчана символом Христианской науки — скрещёнными крестом и короной.

В фойе расположена памятная таблица:
| Оригинал | Перевод |
| --- | --- |
| THIS TEMPLE OF TRUTH AND LOVE ERECTED BY THE FREE AND GRATEFUL CONTRIBUTIONS OF MANY BENEFICIARIES OF CHRISTIAN SCIENCE, IS A TRIBUTE OF THANKSGIVING TO ONE GOD. IT IS ALSO AN EXPRESSION OF APPRECIATION AND GRATITUDE TO OUR BELOVED LEADER AND TEACHER THE REV. MARY BAKER EDDY, DISCOVERER AND FOUNDER OF CHRISTIAN SCIENCE, AND AUTHOR OF ITS TEXT_BOOK, SCIENCE AND HEALTH WITH KEY TO THE SCRIPTURES. OPENED EASTER SUNDAY APRIL 7TH 1901 — DEDICATED OCTOBER 8TH 1911 THROUGH THE LOVING GIFT OF OUR LEADER | Сей Храм Истины и Любви, возведённый благодаря добровольным и щедрым пожертвованиям многих благодетелей Христианской науки, есть знак благодарения ЕДИНОМУ БОГУ. Он также является выражением признательности и благодарности нашему дорогому лидеру и учителю, преп. Мэри Бейкер Эдди, первооткрывателю и основателю Христианской науки и автору её учебника «Наука и здоровье с Ключом к Священному Писанию». Открыт в пасхальное воскресенье 7 апреля 1901 года. — Освящён 8 октября 1911 года благодаря великодушному пожертвованию нашего лидера |

## Орган

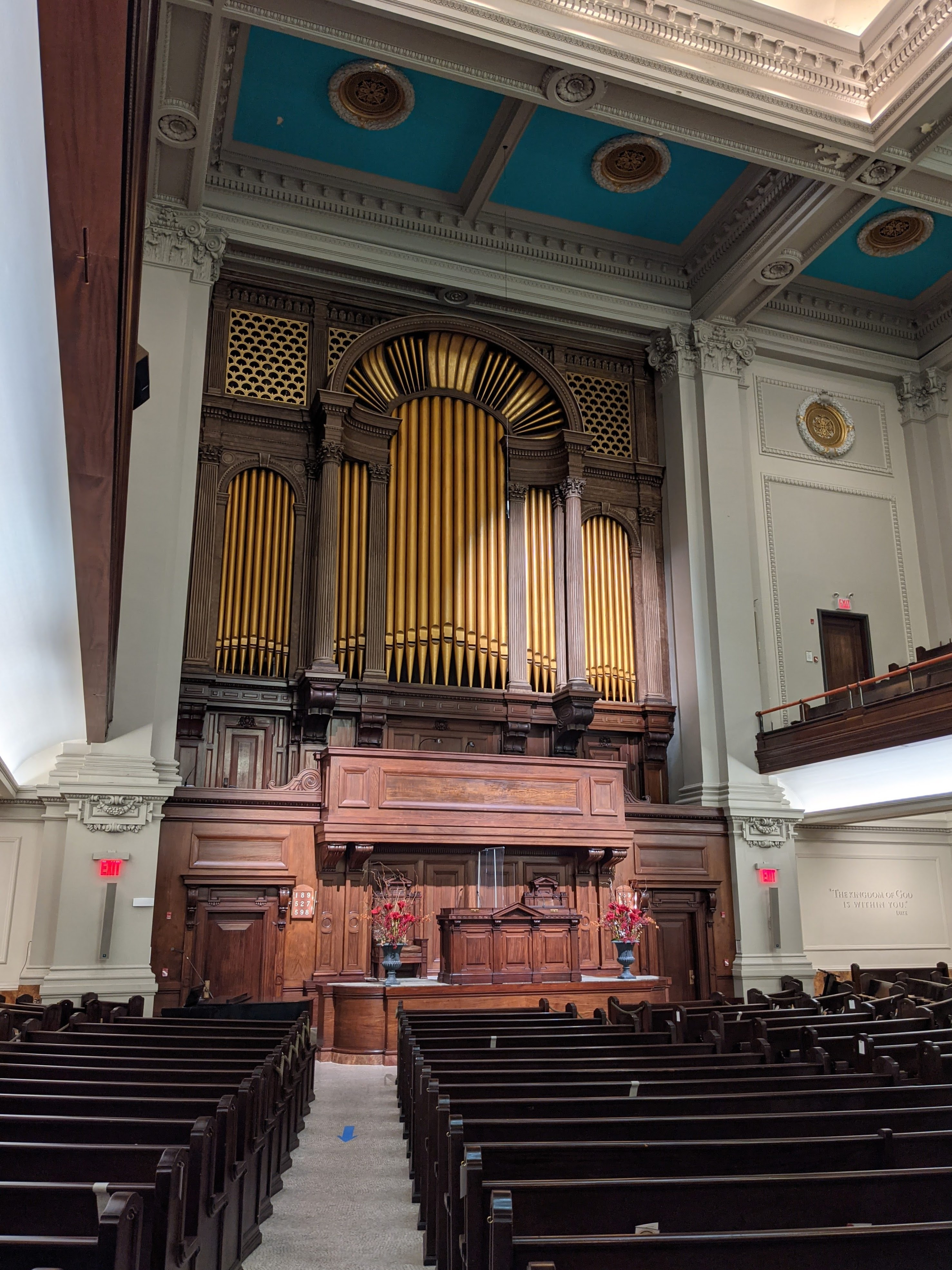
Орган.

Первый орган для Второй церкви был построен нью-йоркской фирмой «Оделл» (англ. J.H. and C.S. Odell; ныне базируется в Коннектикуте) в 1899 году. Инструмент получил номер (opus) 369, имел 4 мануала и 47 регистров.
В 1928 году органостроительная фирма «Сыновья Генри Пильчера» (англ. Henry Pilcher’s Sons) из Луисвилля, Кентукки спроектировала для церкви новый орган (opus 1431), ставший её вторым по величине творением. От первоначального инструмента новому в наследство достался фасад и некоторое количество труб. Орган характеризуется 74 регистрами, 4 мануалами и электропневматической трактурой. В 1955 году на инструменте была заменена консоль и слегка отредактирована диспозиция. Фасад органа сконструирован таким образом, чтобы стилистически перекликаться с витражами на остальных трёх стенах: вертикальные линии идут вверх от амвона, венчаясь полукруглым сводом, в котором декоративные элементы перемежаются с трубами инструмента и напоминают лучи восходящего солнца.
Хорошей традицией стал ежегодный органный концерт во Второй церкви по случаю Дня благодарения.

### Комментарии
1. ↑  Практиционер (англ. practitioner) — христианский учёный, закончивший специальные курсы и работающий целителем или духовным помощником. На заре Христианской науки обычным делом было располагать приёмные практиционеров прямо в церквях (они были и в Первой, и во Второй церквях), однако со временем это было запрещено во избежание излишнего контроля церковного руководства над ними.